# Zamek Bierzgłowski (zabytek)
Zamek Bierzgłowski – dawny zamek krzyżacki, którego budowę rozpoczęto w drugiej połowie XIII w. Obecnie centrum kultury diecezji toruńskiej.

## Historia

### Lata 1270–1920
W 1236 tereny te zajął Zakon krzyżacki. Po 1260 na miejscu wcześniejszej fortyfikacji rozpoczęto budowę z kamieni polnych zamkowego domu głównego (zamek wysoki) i obszernego przedzamcza o funkcji obronne-gospodarczej. Zamek wysoki stanowiły dwie stykające się pod kątem prostym budowle, w których mieściły się: dormitorium, refektarz, kaplica i kapitularz. Wjazd do zamku prowadził przez bramę z portalem z płaskorzeźbami terakotowymi przedstawiającymi trzech rycerzy.
W 1262 zamek został po raz pierwszy wzmiankowany jako castrum Birgelow, w związku z najazdem Litwinów pod wodzą Trojnata i skutecznej obronie Krzyżaków w jednej z wież. Pierwszym komturem był Arnold Kropf, który pełnił tę funkcję w latach 1270–1276. W 1270 lub 1271 doszło do bitwy pod zamkiem z Jaćwingami pod wodzą Skomanda. Około 1280 budowę kontynuowano z cegły i wtedy też powstał tympanon. W latach 1300–1305 zamek został rozbudowany i podwyższony. Około 1330 dodano drugi mur i powstał parcham. W latach 1386–1415 zamek ten był siedzibą komturów bierzgłowskich. Po bitwie pod Grunwaldem w lipcu 1410 rycerze chełmińscy zdobyli zamek. Po likwidacji komturstwa w 1415 zamek stał się siedzibą administracyjną prokuratora krzyżackiego. Podczas wojny trzynastoletniej w lutym w 1454 zamek został zajęty przez wojska propolskiego Związku Pruskiego i częściowo rozebrany na rozkaz króla Kazimierza Jagiellończyka.
W latach 1474–1840 był on własnością władz Torunia. Po pożarze, który miał miejsce w 1520 i 1580, zamek popadł w ruinę. W 1733 zamek był opisywany jako będący w ruinie. W 1769 pod zamkiem doszło do potyczki konfederatów barskich z milicją miasta Torunia, wspieraną przez wojska rosyjskie.
W 1782 ponowny pożar zamku dokonał dalszych zniszczeń. Od 1840, kiedy to przeszedł w prywatne ręce, odbudowano skrzydło południowo-zachodnie i wieżę bramną. W 1860 przebudowano górną kondygnację skrzydła południowego w stylu neogotyckim wg projektu Oliviera Pavelta, a także nadbudowano wieżę na przedzamczu i rozebrano kaplicę na przedzamczu. W 1903 roku zamek przejęło państwo pruskie. 3 listopada 1908 w odbudowanych budynkach wybuchł kolejny dotkliwy pożar, który zniszczył pokrycie dachowe. W 1911 przeprowadzono rekonstrukcję według projektu Conrada Steinbrechta. Założono nowe sklepienia krzyżowe w refektarzu, zbudowano fachwerkową ścianę wewnętrzną refektarza oraz dach skrzydła zachodniego. 

### 1920–1945
W 1929 zamek został wydzierżawiony przez bpa chełmińskiego Stanisława Okoniewskiego, który w 1933 kupił go na potrzeby diecezji. Podczas dalszych prac remontowo-budowlanych zrekonstruowano skrzydło zachodnie, zamurowano arkady krużganka w skrzydle południowym. W 1936 w obecności prymasa Augusta Hlonda, wojewody Władysława Raczkiewicza, generałów Bortnowskiego i Wiktor Thommée, a także prezydenta Torunia – Leona Raszei dokonano na terenie zamku otwarcia Domu Rekolekcyjnego. W latach 1939–1945 ośrodek szkoleniowy NSDAP.

### Od 1945
W latach 1945–1992 w zamku mieścił się Zakład Opieki Społecznej. W latach 1946–1950 mieszkał tu biskup łucki Adolf Piotr Szelążek, wygnany przez władze radzieckie ze swej diecezji na Wołyniu, wcielonej do ZSRR. W 1960 odrestaurowano gotycki portal.

## Architektura
- Zamek główny – główna część zamku składała się z Domu konwentualnego w formie stykających się pod kątem prostym skrzydeł zachodniego i południowego. Zamek główny (wysoki) jest dwuskrzydłowy, dwa jego boki są zamknięte kamienno-ceglanymi murami w nieregularny czworobok. Na elewacji skrzydła południowego i zachodniego widoczne są ślady krużganków[2]. Od północy zamku głównego mogło istnieć jeszcze jedno skrzydło[2].
- Skrzydło zachodnie mieści refektarz krzyżacki (obecnie Sala Rycerska) ze sklepieniem krzyżowym z 1911 roku oraz kapitularz (dziś kaplica) ze zrekonstruowanymi sklepieniem krzyżowo-żebrowym i z oryginalnymi gotyckimi oknami od zachodu[2]. W piwnicach zachowane oryginalne krzyżackie sklepienia kolebkowe. Skrzydło to prawdopodobnie miało dwukondygnacyjny krużganek od strony dziedzińca[2]. Część północna skrzydła zachodniego jest w całości neogotycka z XIX wieku[2].
- Wnętrza skrzydła południowego są niepodpiwniczone, powyżej całkowicie przekształcone, a po 1860 roku skrzydło to nadbudowano. Od strony dziedzińca w ogóle nie ma gotyckich cegieł[2].
- Portal z tympanonem gotyckim - w murze północnym zamku wysokiego znajduje się, pochodzący z około między 1270-1300 roku, portal z ceramicznym trójpolowym tympanonem o niepewnej ikonografii (postać jeźdźca na koniu, której towarzyszą 2 rycerze). Ta najstarsza zachowana rzeźba na terenie Prus zaliczana jest przez niektórych historyków do najcenniejszych dzieł ceramicznej plastyki średniowiecznej Europy[11]. Litery na fryzie tympanonu miały przypuszczalnie tylko charakter dekoracyjny albo zostały przestawione[2].
- Wieża bramna – została zbudowana przed murem obwodowym od północy. Dolna część bramy jest oryginalna z czasów średniowiecza i wzmocniona jest granitowymi łukami. Górna część bramy wraz ze szczytami schodkowymi jest neogotycką rekonstrukcją z 1860[2].
- Fosa – od wschodu, południa i zachodu zamek otoczony był suchą fosą o szerokości 15 metrów

## Galeria

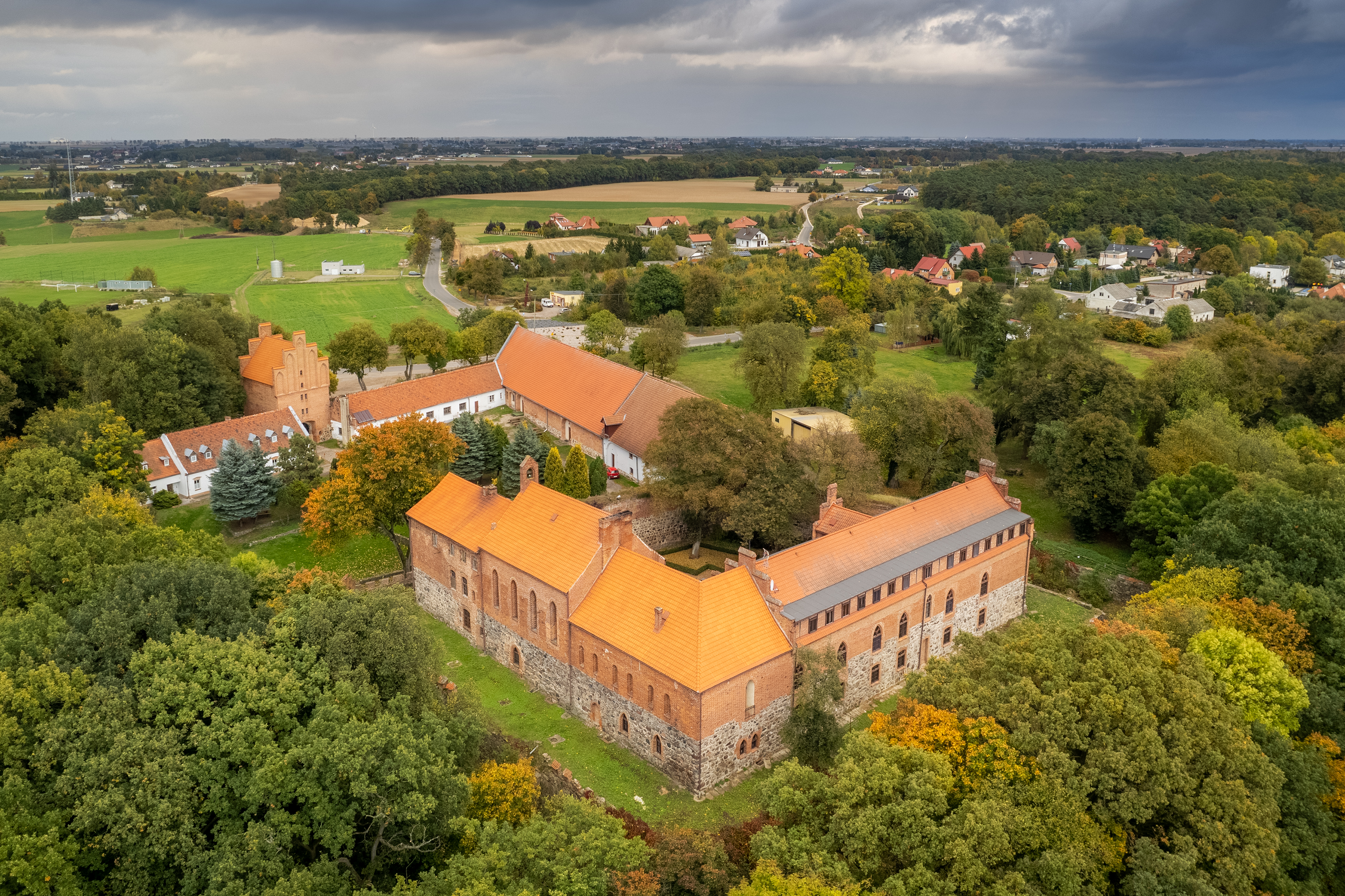
Zamek widziany z góry
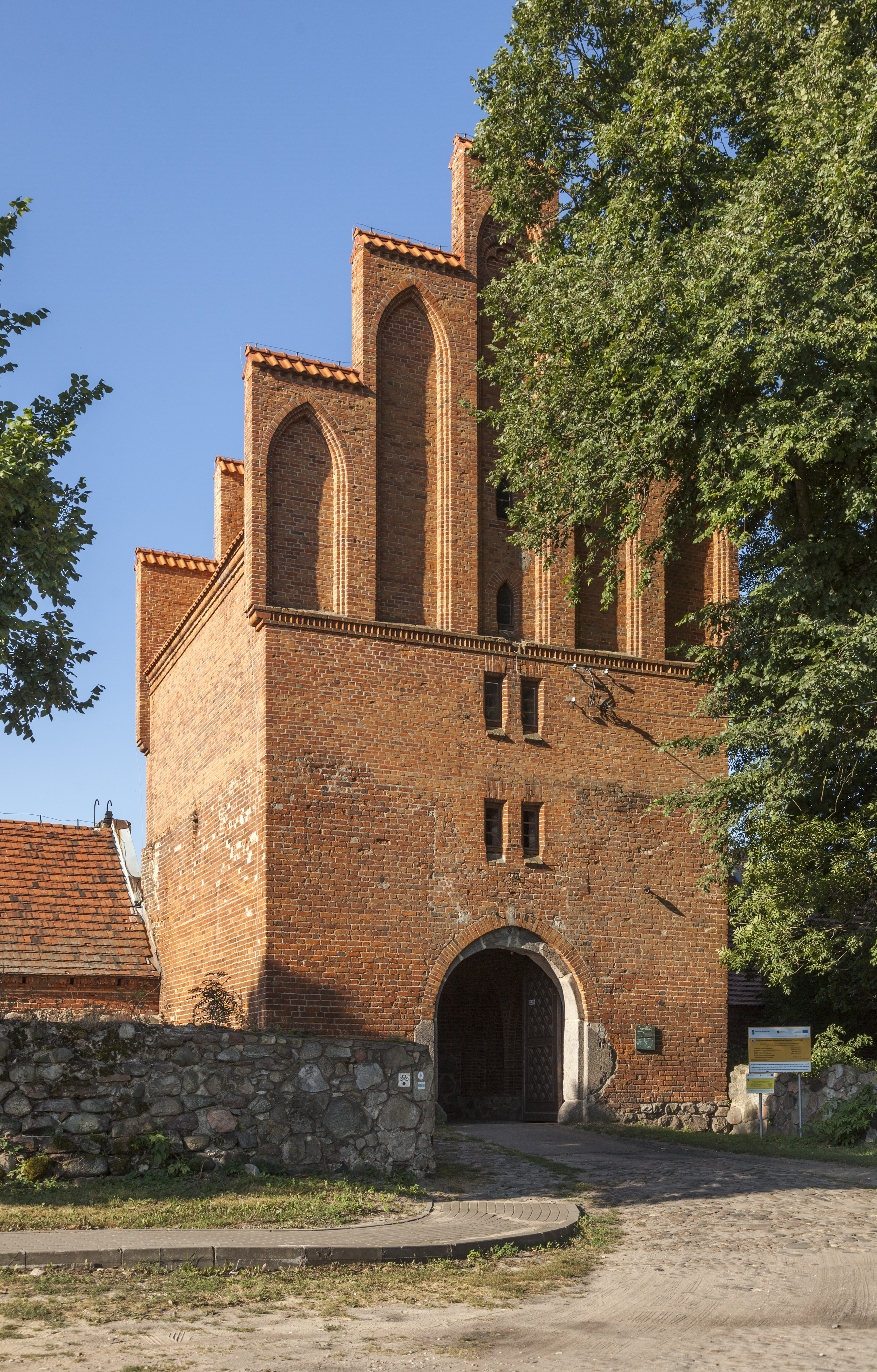
Wieża bramna od strony zewnętrznej
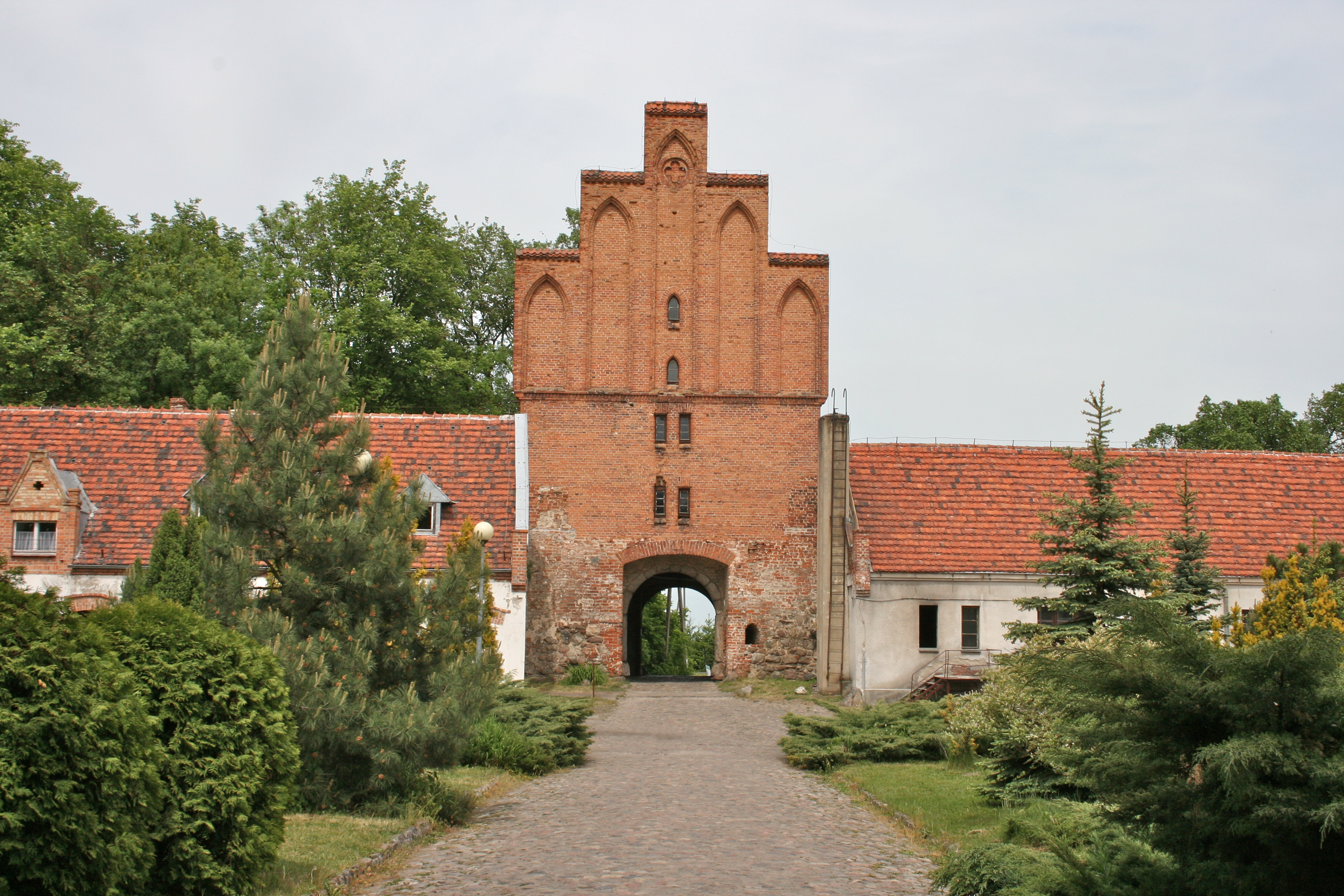
Widok na północne zabudowania przedzamcza z wieżą bramną
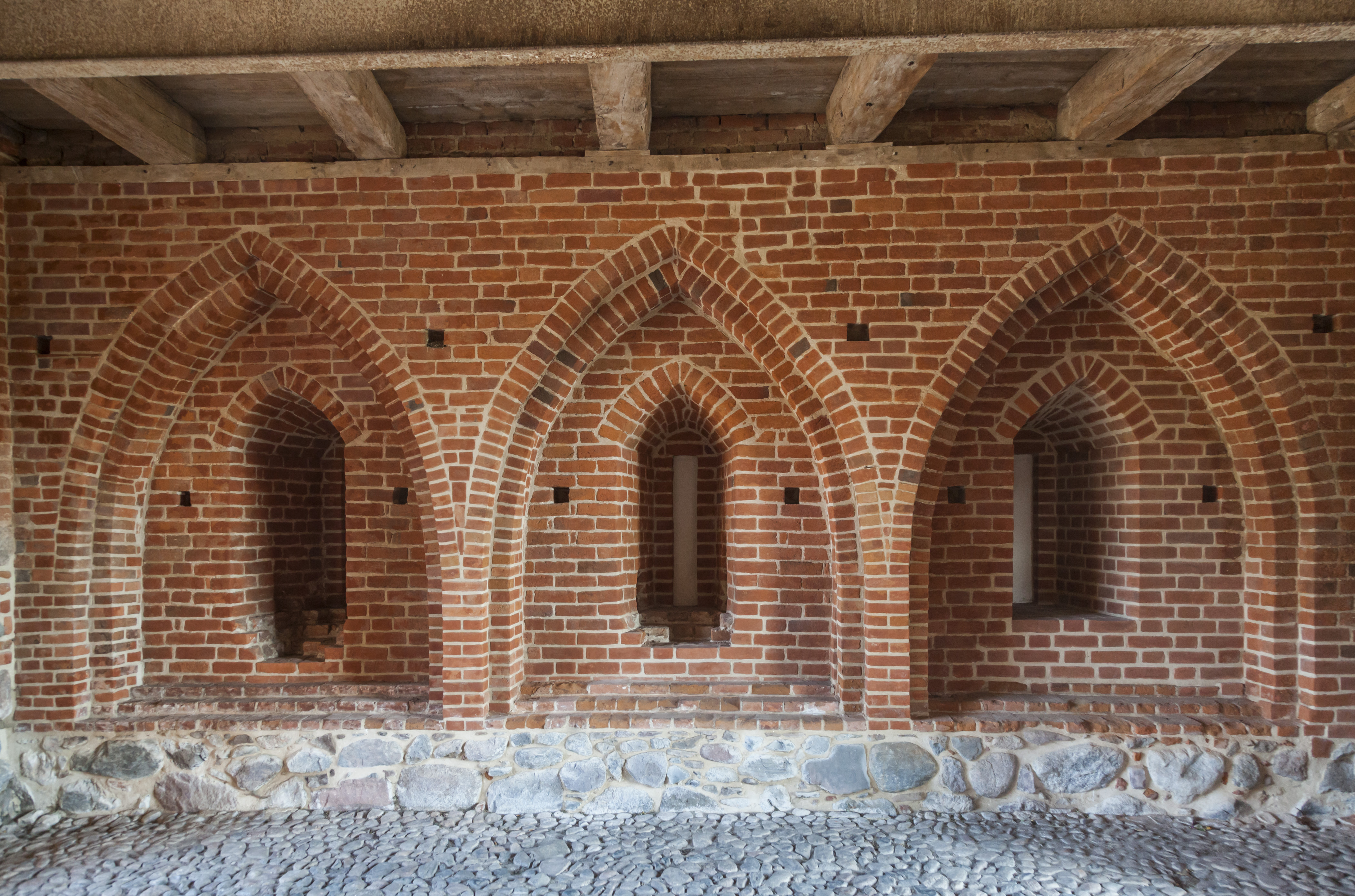
Strzelnice w przyziemiu wieży bramnej
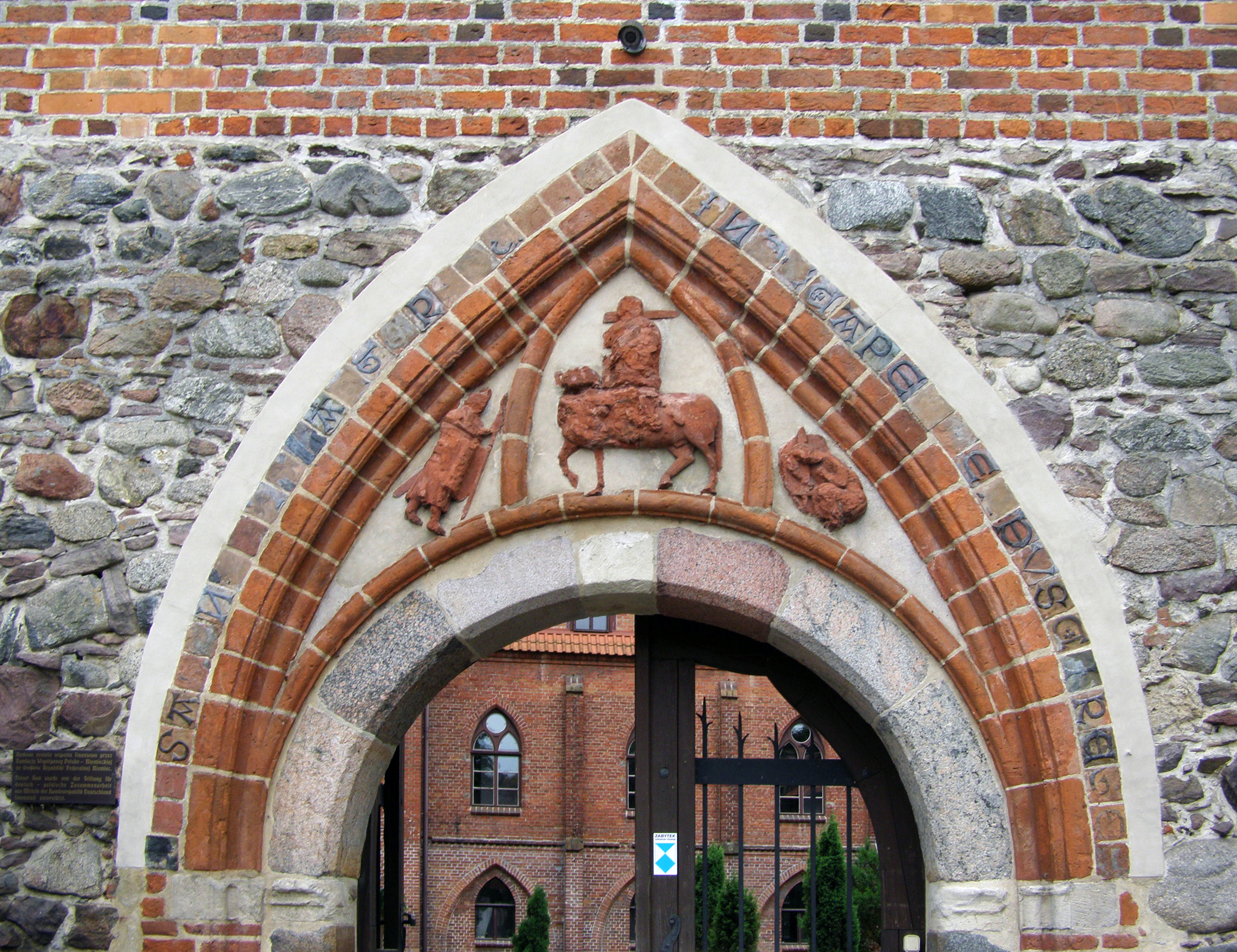
Tympanon bramy wewnętrznej – jeden z najcenniejszych zabytków zamku
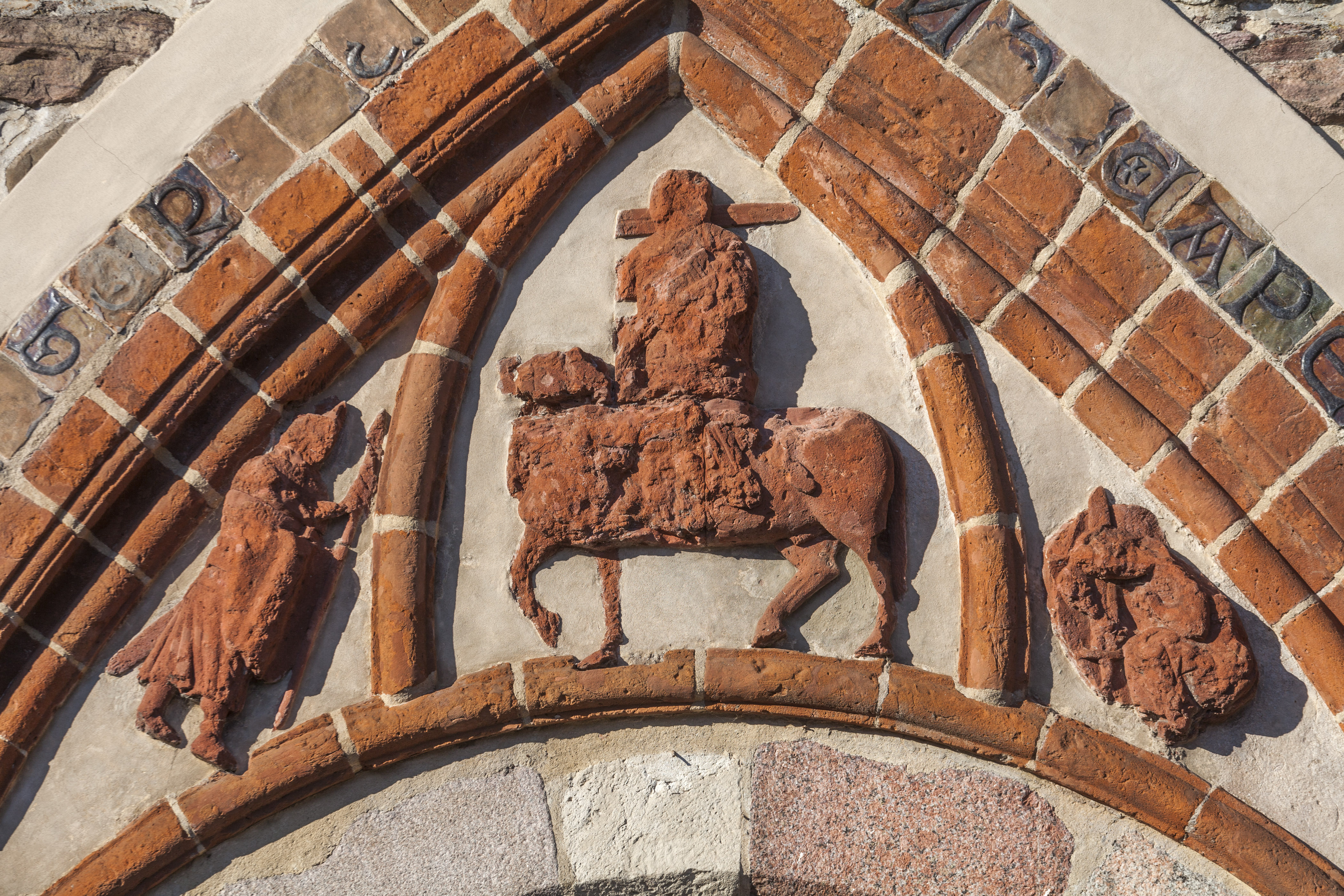
Środkowy fragment tympanonu
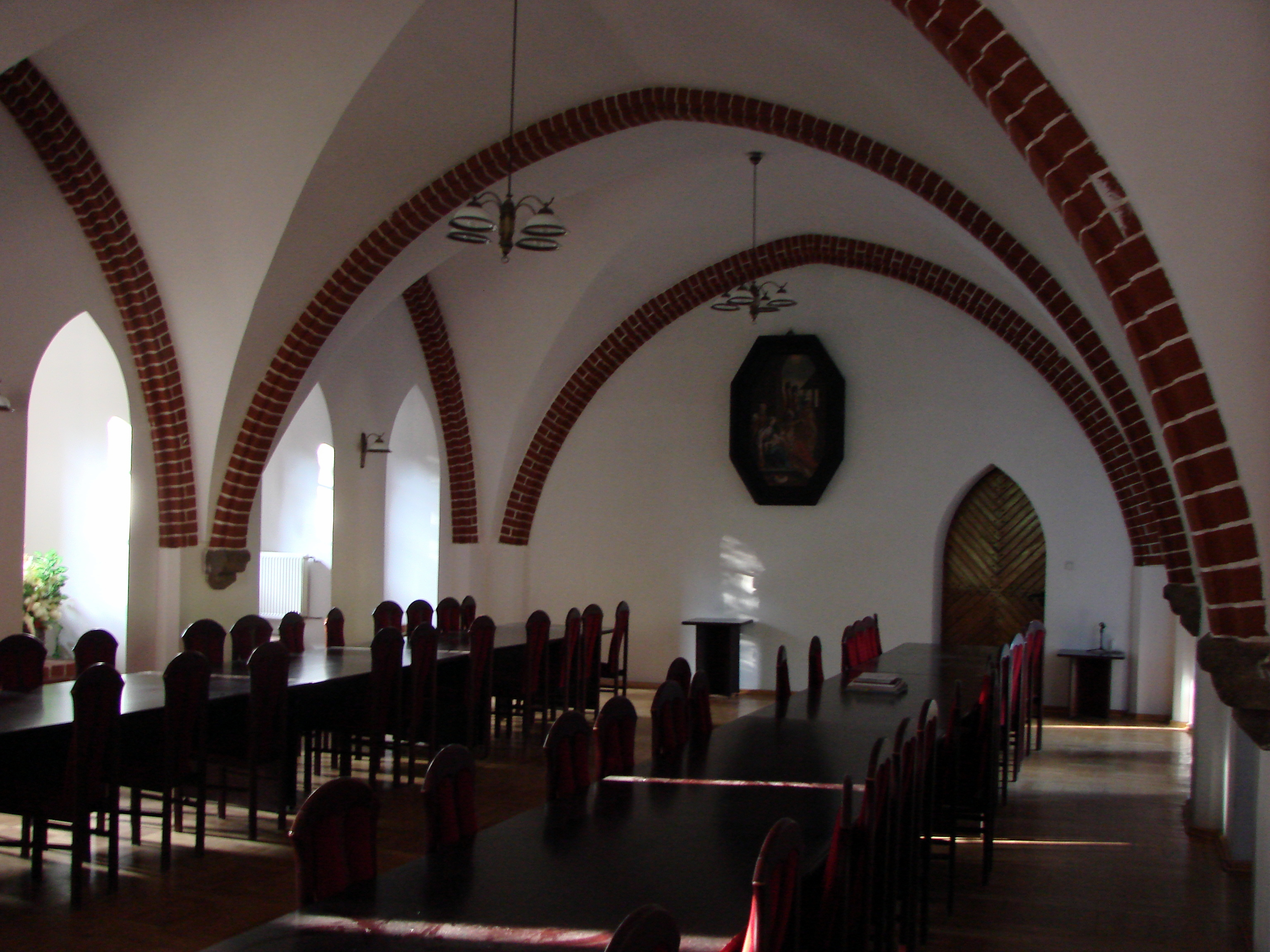
Sala rycerska (refektarz - jadalnia krzyżacka)
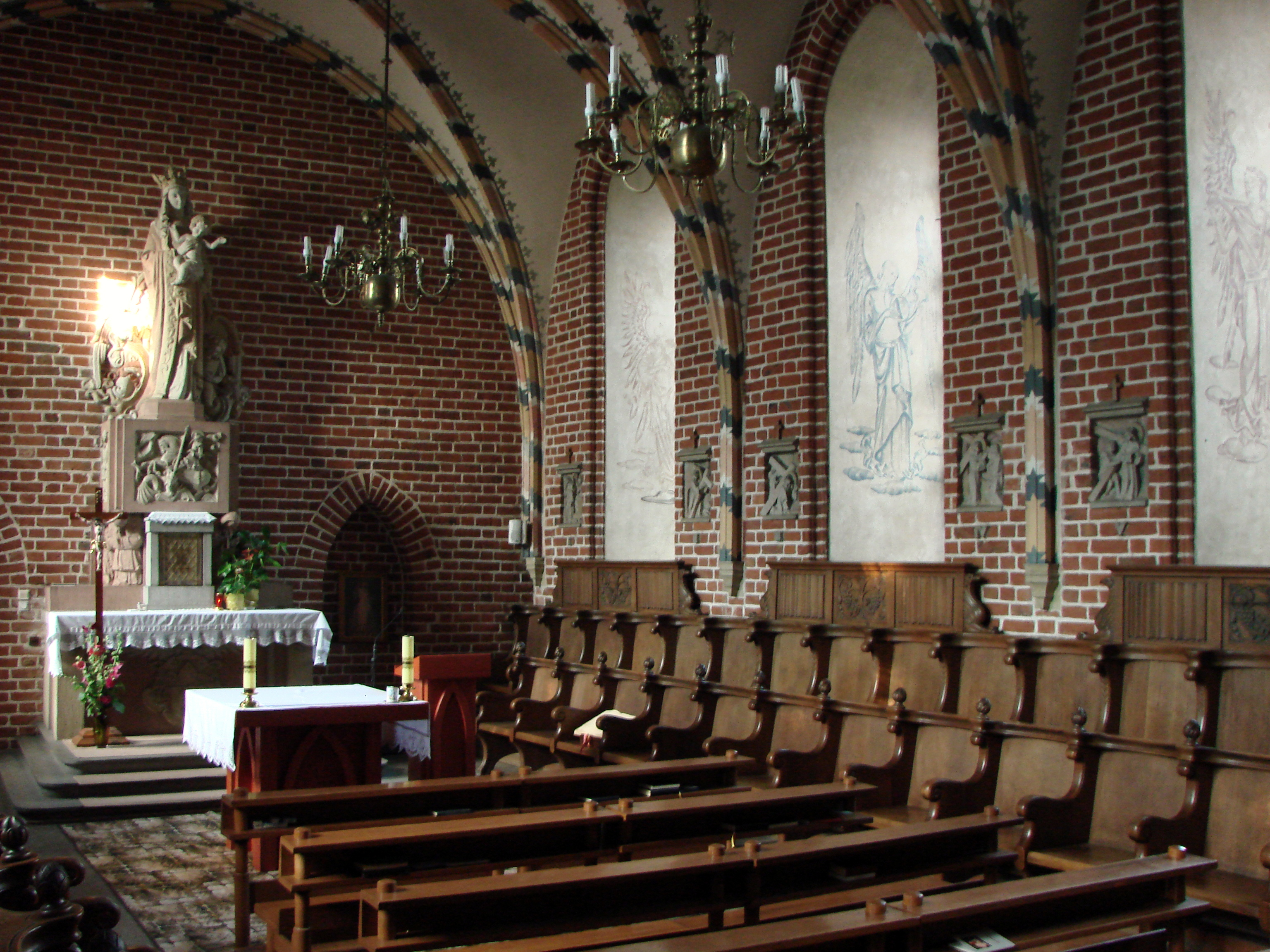
Kaplica (kapitularz krzyżacki)
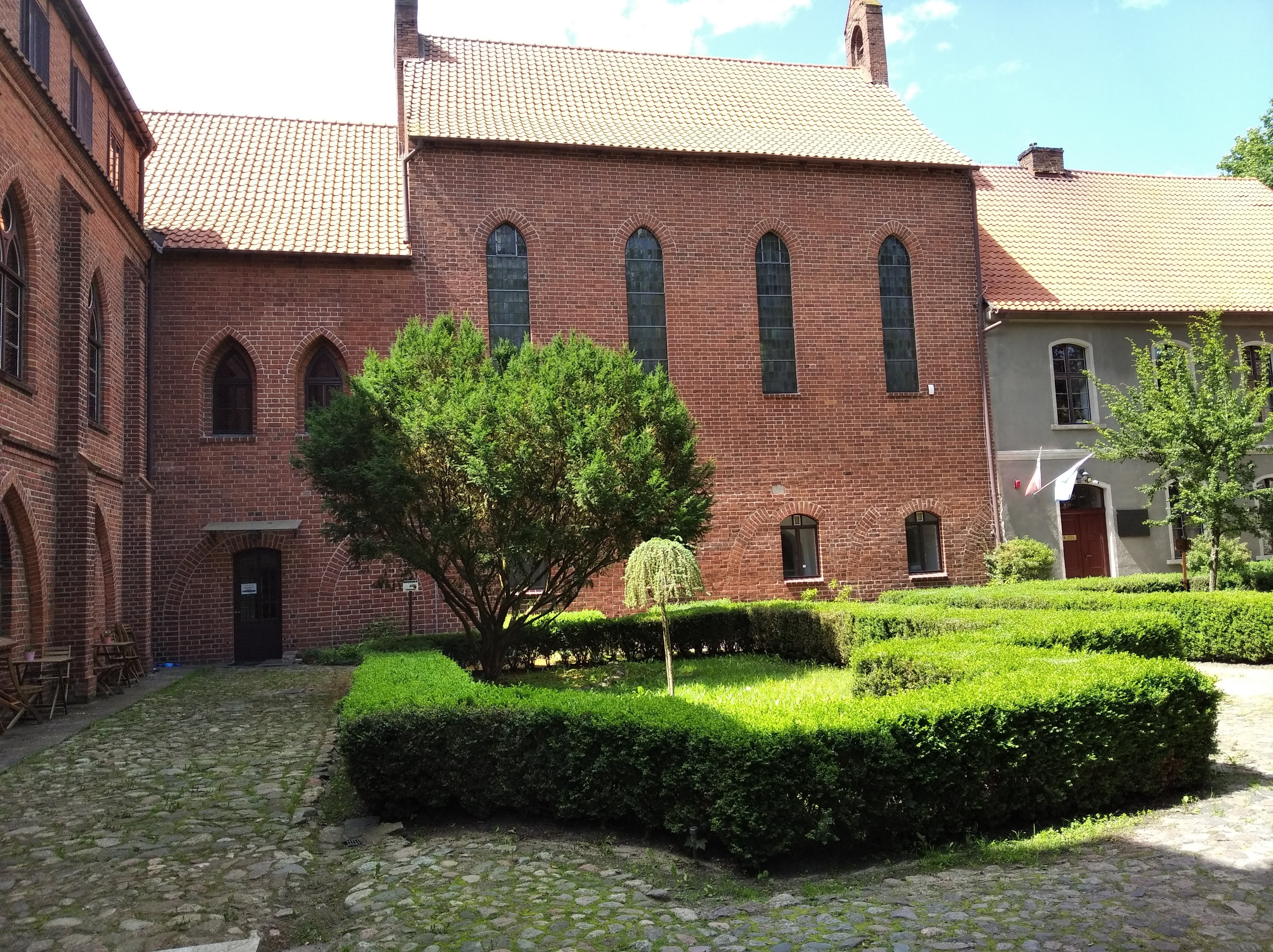
Skrzydło zachodnie od strony dziedzińca
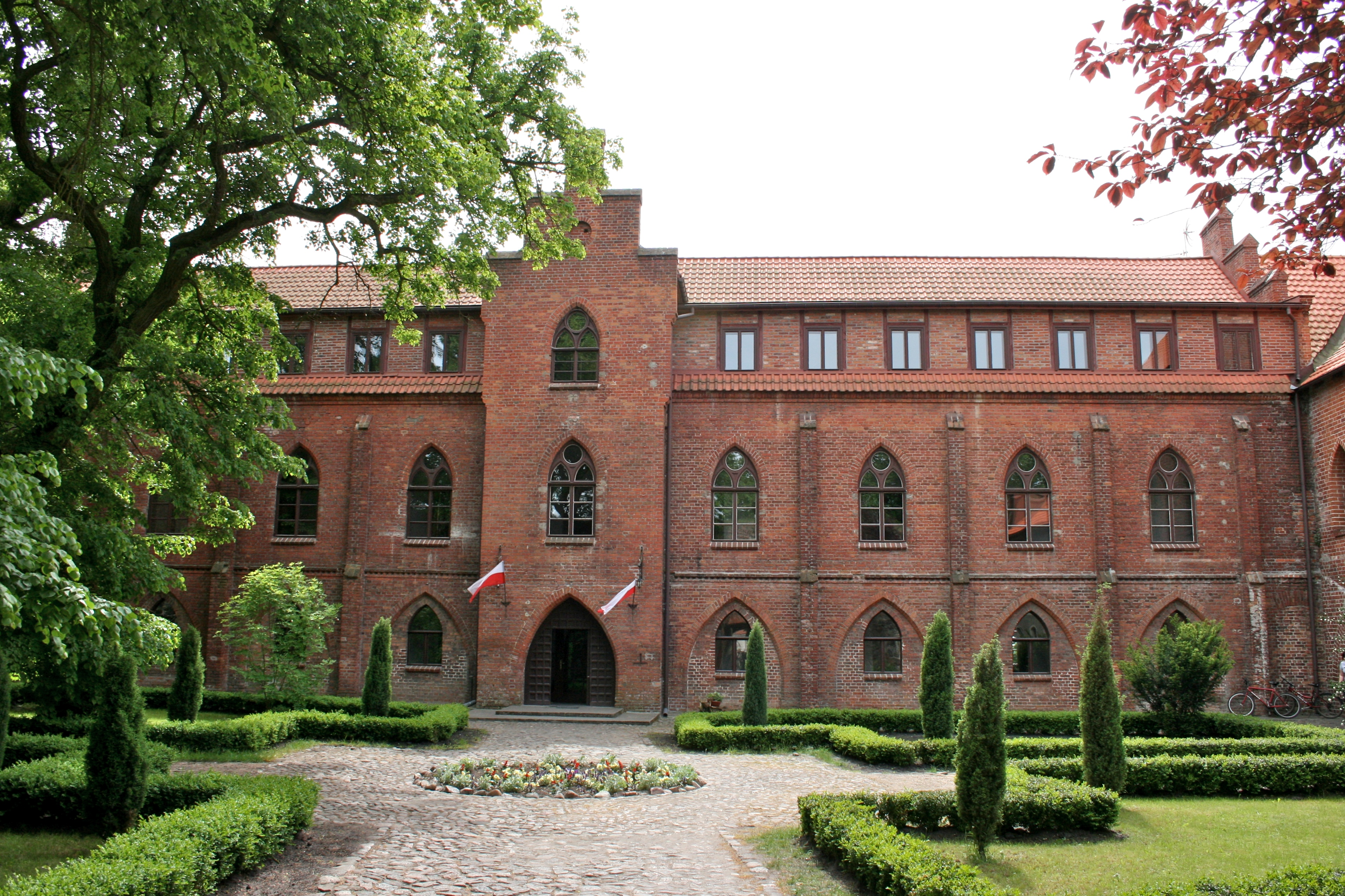
Skrzydło południowe z XIX wieku od strony dziedzińca
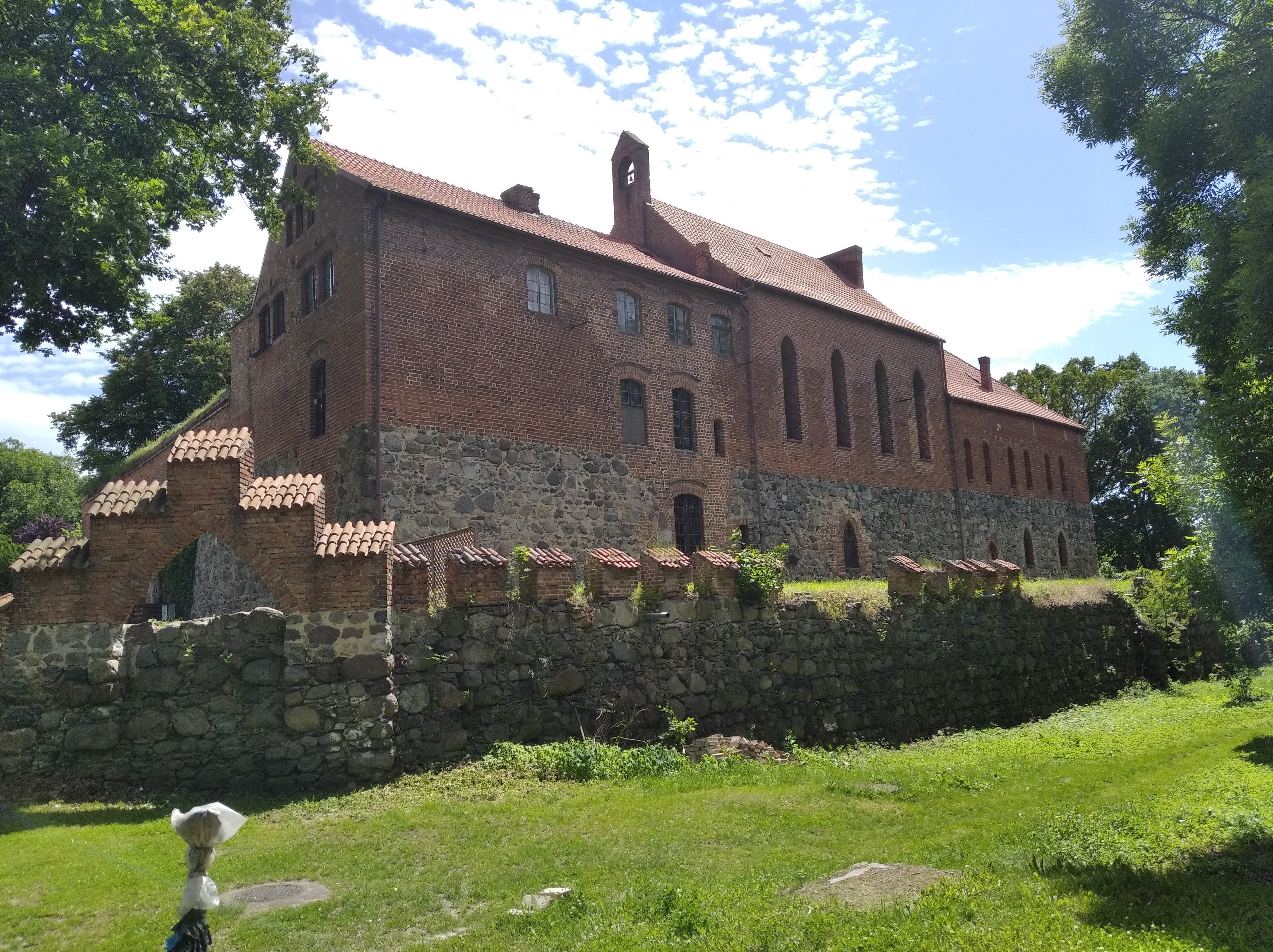
Skrzydło zachodnie od zewnątrz
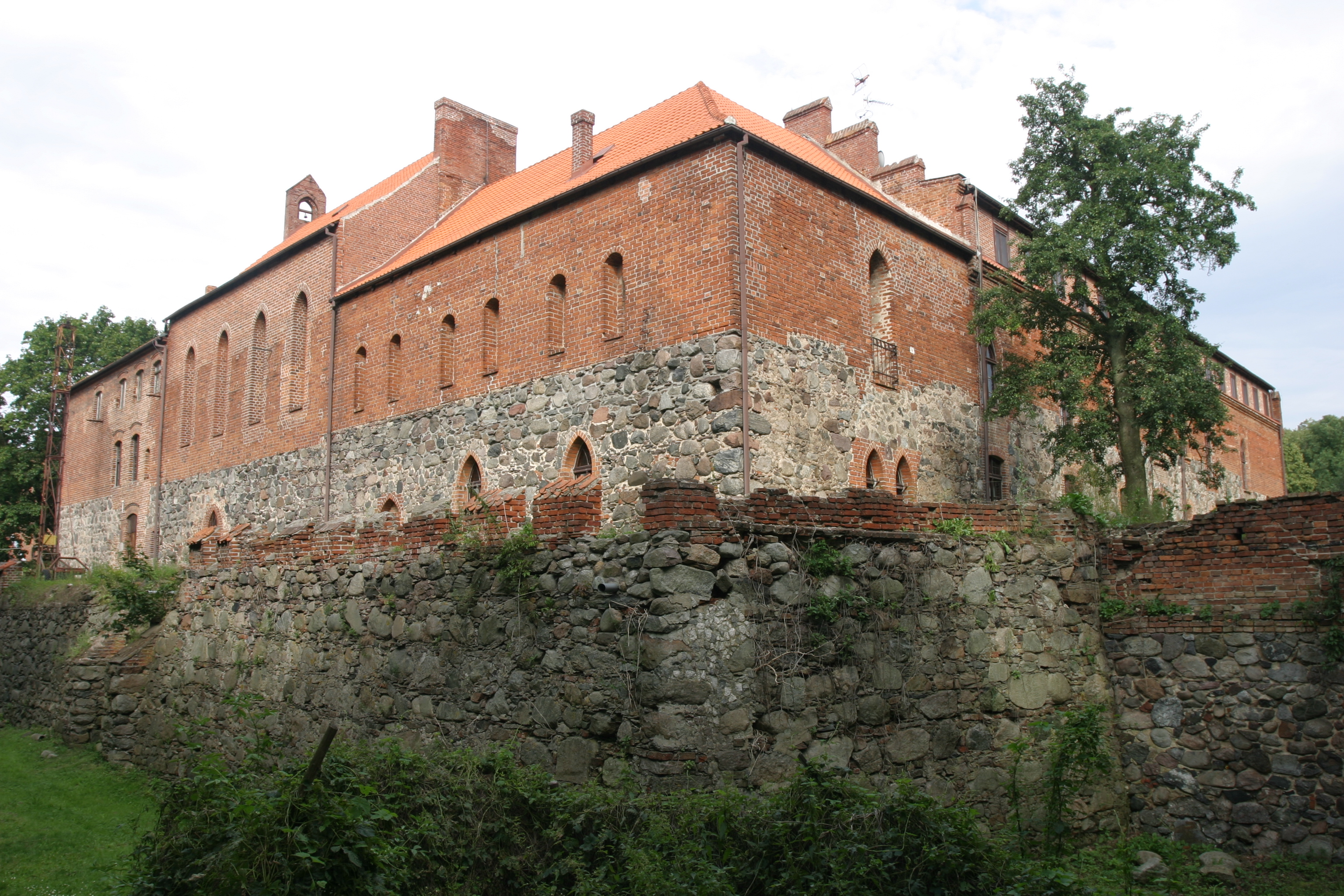
Narożnik skrzydła zachodniego i południowego
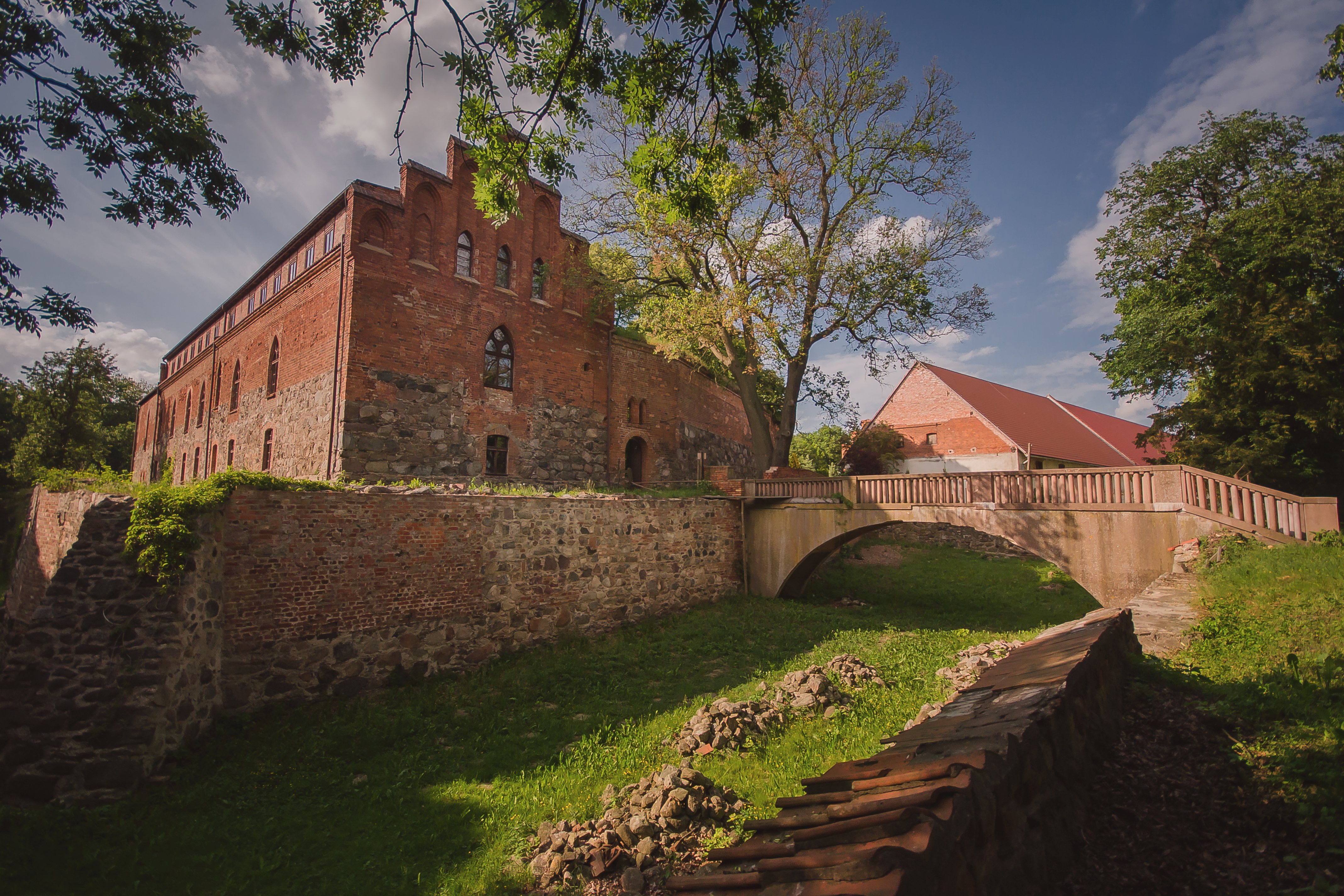
Skrzydło południowe od zewnątrz
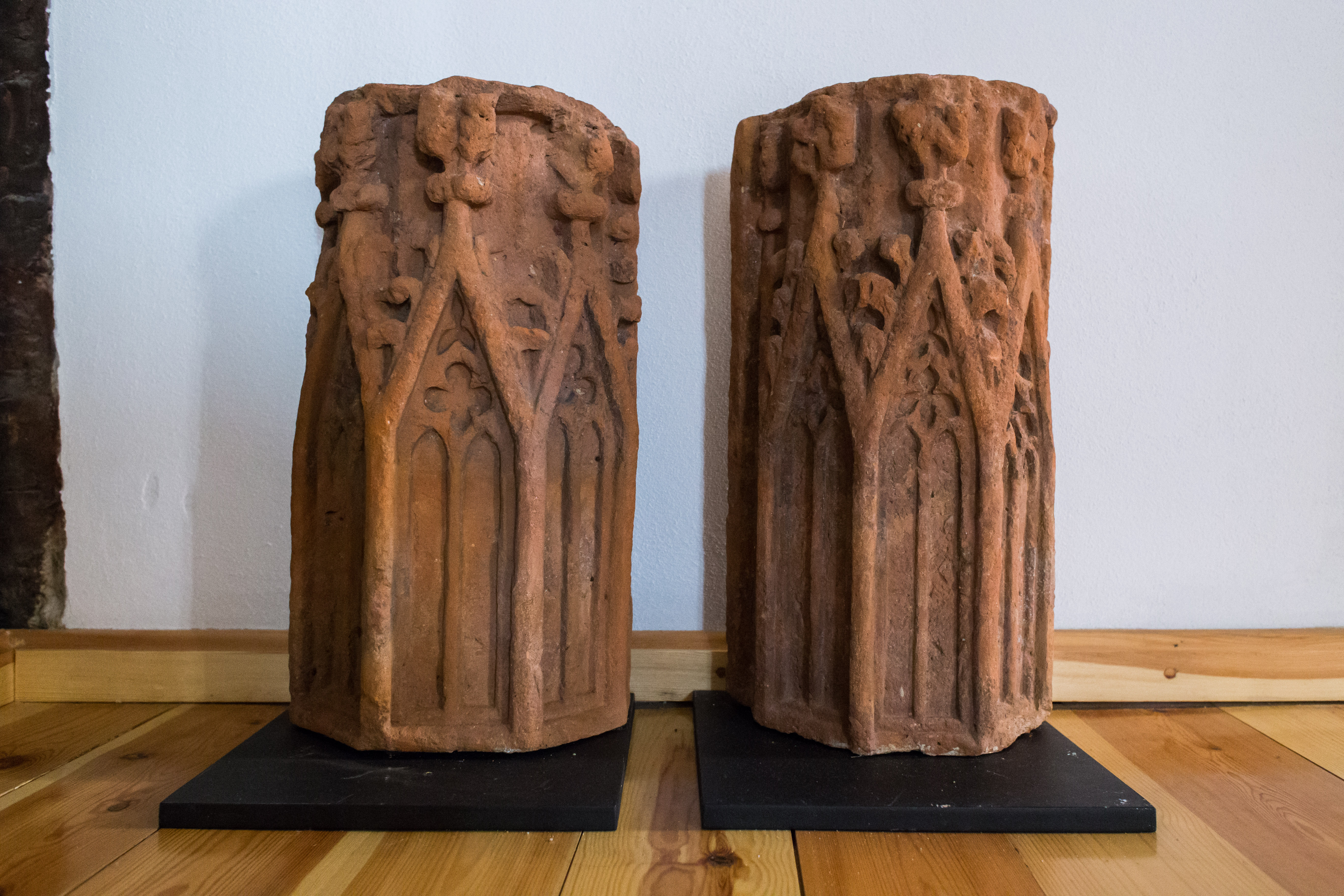
Detale architektoniczne z zamku - obecnie w Muzeum Diecezjalnym w Toruniu